# Де Бернардис, Паоло
Паоло де Бернардис (итал. Paolo de Bernardis; род. 1 февраля 1959) — итальянский астрофизик. Труды в основном посвящены астрофизике и космологии.

## Карьера
Труды в основном посвящены астрофизике. Получил известность созданием аппаратуры для улавливания реликтового излучения и участием в создании космической обсерватории Планк .

## Награды
Среди наград:
- Премия Фельтринелли (2001) [2]
- Премия Бальцана (2006) [3]
- Премия Дэна Дэвида (2009) [4].

Является член-корреспондентом Национальной академии деи Линчеи .